# 福岡県道43号博多停車場線
福岡県道43号博多停車場線（ふくおかけんどう43ごう はかたていしゃじょうせん）は、福岡県福岡市博多区を通る県道（主要地方道）である。

## 概要
福岡市博多区博多駅前2丁目から福岡市博多区中呉服町に至る。
全線を政令指定都市である福岡市が管理する。九州の交通の要である博多駅と呉服町交差点とまでの区間を結ぶ。福岡県の停車場線では最も交通量が多く、渋滞・混雑が終日多発する道路である。福岡県道44号博多港線とともに、大博通りという福岡市道路愛称が与えられている。
当初、博多駅と国道202号とを結ぶ県道として路線認定されたものであるが、国道202号の経路が現在の福岡市道千代今宿線（明治通り）の位置から福岡市道堅粕西新1号線（国体道路）の位置に変更されたあとも、終点位置は変更されていない。

### 路線データ
- 起点：福岡県福岡市博多区博多駅前二丁目（博多駅バスターミナル前交差点、福岡県道510号博多停車場東本町線起点）
- 終点：福岡県福岡市博多区中呉服町（呉服町交差点、福岡県道44号博多港線終点、福岡市道千代今宿線交点）
- 総延長：1,126.64 m[1]

## 歴史
- 1993年（平成5年）5月11日 - 建設省から、県道博多停車場線が博多停車場線として主要地方道に指定される[3]。

## 路線状況

### 通称
- 大博通り

### 重複区間
- 福岡県道510号博多停車場東本町線（福岡市博多区博多駅前2丁目・博多駅バスターミナル前交差点（起点） - 福岡市博多区祇園町・祇園町交差点）

## 地理

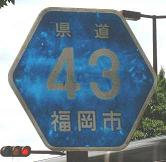
政令指定都市管理なので「福岡市」の表記がある県道標識

### 通過する自治体
- 福岡市（博多区）

### 交差する道路
| 交差する道路                                                      | 交差する場所  | 交差する場所                        |
| ----------------------------------------------------------------- | ------------- | ----------------------------------- |
| 福岡県道510号博多停車場東本町線 重複区間起点                      | 博多駅前2丁目 | 博多駅バスターミナル前交差点 / 起点 |
| 国道202号 / 国体道路 福岡県道510号博多停車場東本町線 重複区間終点 | 祇園町        | 祇園町交差点                        |
| 福岡県道44号博多港線 福岡市道千代今宿線 / 明治通り                | 中呉服町      | 呉服町交差点 / 終点                 |

### 沿線
博多駅前の博多駅（バスターミナル前）交差点から終点の呉服町交差点まで、ビルなどが建ち並ぶオフィス街の中をまっすぐ北西に延びる。
- JR九州鹿児島本線・篠栗線（福北ゆたか線）・九州新幹線・JR西日本博多南線・山陽新幹線・福岡市地下鉄空港線・福岡市地下鉄七隈線 博多駅
- JR博多シティ
- 博多バスターミナル
- 博多区保健福祉センター
- 博多区役所
- 大博多ホール
- 福岡市地下鉄空港線 祇園駅、呉服町駅
- 東長寺